# TRFリスペクトアイドルトリビュート!!
『TRFリスペクトアイドルトリビュート!!』（ティーアールエフ リスペクトアイドルトリビュート）は、TRFのトリビュート・アルバム。2012年12月19日にavex traxから発売された。

## 概要
TRFをリスペクトするアイドルによるトリビュート・アルバム。TRF結成20周年記念企画の4か月連続リリース・第2弾として発売された。参加グループはアイドリング!!!、東京女子流、Dream5、BiS、Cheeky Paradeおよびアイドル・プロジェクトiDOL Streetと、各グループの選抜メンバーで結成されたコラボユニット「IRF」。
「CD+『IRF 〜BOY MEETSしたいGIRL達』収録DVD」(AVCD-38660/B)と「CDのみ」(AVCD-38661)の2形態がある。
なお、クレジットの編曲者名に誤植があり、「EZ DO DANCE」ats-→日比野裕史、「Love & Peace Forever」日比野裕史→水上裕規となっている。

## 収録曲
作詞・作曲：小室哲哉（特記以外）
1. BOY MEETS GIRL / IRF(IDOL RAVE FACTORY)
編曲：渡辺徹
メンバーは庄司芽生（東京女子流）、鈴木友梨耶（Cheeky Parade）、橘ゆりか（アイドリング!!!）、日比美思（Dream5）、プー・ルイ（BiS）。
2. EZ DO DANCE / アイドリング!!! 
編曲：日比野裕史
3. 寒い夜だから… / Dream5
編曲：ats-
2004年にdreamがカバーしたものと同編曲家であるが、新規アレンジの別音源となっている。
4. Overnight Sensation 〜時代はあなたに委ねてる〜 / 東京女子流
編曲：松井寛
5. survival dAnce 〜no no cry more〜 / BiS
編曲：松隈ケンタ
6. Love & Peace Forever / iDOL Street（SUPER☆GiRLS / Cheeky Parade / ストリート生）
作詞：小室哲哉・前田たかひろ　作曲：小室哲哉・久保こーじ　編曲：水上裕規
7. BOY MEETS GIRL -DJ KOO PARTY MIX- （BONUS TRACK） / IRF with DJ KOO from TRF